# (38252) 1999 RM6
1999 أر أم 6 (ويعرف أيضًا باسم (38252) 1999 أر أم 6 وفق تسمية الكوكب الصغير) (بالإنجليزية: 1999 RM6)‏ هو كويكب ضمن حزام الكويكبات؛ وترتيبه 38252 من حيث الاكتشاف.
اكتُشف هذا الجُرم الفلكي بواسطة سبيس واتش في 3 سبتمبر 1999.

## وصلات خارجية
- (38252) 1999 RM6 في قاعدة بيانات مختبر الدفع النفاث لأجرام النظام الشمسي الصغيرة

- الاكتشاف · مخطط المدار ·  العناصر المدارية · المعلمات المادية

- (38252) 1999 RM6 على موقع ويكي سكاي: DSS2, SDSS, GALEX, IRAS, Hydrogen α, X-Ray, Astrophoto, Sky Map, Articles and images